# Rudolf Burmester
Rudolf Burmester (* 28. Januar 1888 in Augustenborg; † 5. Oktober 1979) war ein deutscher Politiker der CDU.
Burmester war Oberstudiendirektor von Beruf und gehörte dem ersten von der Besatzungsmacht ernannten Landtag von Schleswig-Holstein an. Er war dort vom 7. Mai bis 11. November 1946 Vorsitzender des Volksbildungsausschusses. Vom 13. März bis 11. November 1946 war er auch stellvertretender Minister für Volksbildung des Landes Schleswig-Holstein. Danker und Lehmann-Himmel charakterisieren ihn in ihrer Studie über das Verhalten und die Einstellungen der Schleswig-Holsteinischen Landtagsabgeordneten und Regierungsmitglieder der Nachkriegszeit in der NS-Zeit als „oppositionell-gemeinschaftsfremd“.